# Centre docent Balmes
El Centre docent Balmes és una escola del municipi de Rubí (Vallès Occidental). L'edifici on s'ubica l'escola està protegit com a bé cultural d'interès local.

## Descripció
És un edifici entre mitgeres que consta de planta baixa i pis. Destaca la composició de la façana emmarcada per dues pilastres estriades coronades per dues pinyes, un sòcol arrebossat i un acroteri ondulat amb una cartel·la el·líptica central. A la planta baixa hi trobem la porta d'accés i dues finestres balconeres a l'esquerra i una a la dreta. Al primer pis hi ha un balcó central doble amb barana de balustre i a banda i banda dues balconeres. Al damunt de les obertures hi ha respiralls de ceràmica. Una cornisa separa el pis de la planta baixa. La façana està estucada imitant carreus, aquest acabat unifica la façana.